# Brieux
Brieux ([bʁijø] ) ist eine französische Gemeinde mit 89 Einwohnern (Stand: 1. Januar 2022) im Département Orne in der Region Normandie (vor 2016 Basse-Normandie). Sie gehört zum Arrondissement Argentan und ist Mitglied im Gemeindeverband Terres d’Argentan Interco. Die Einwohner werden Briociens und Briociennes genannt.

## Geografie

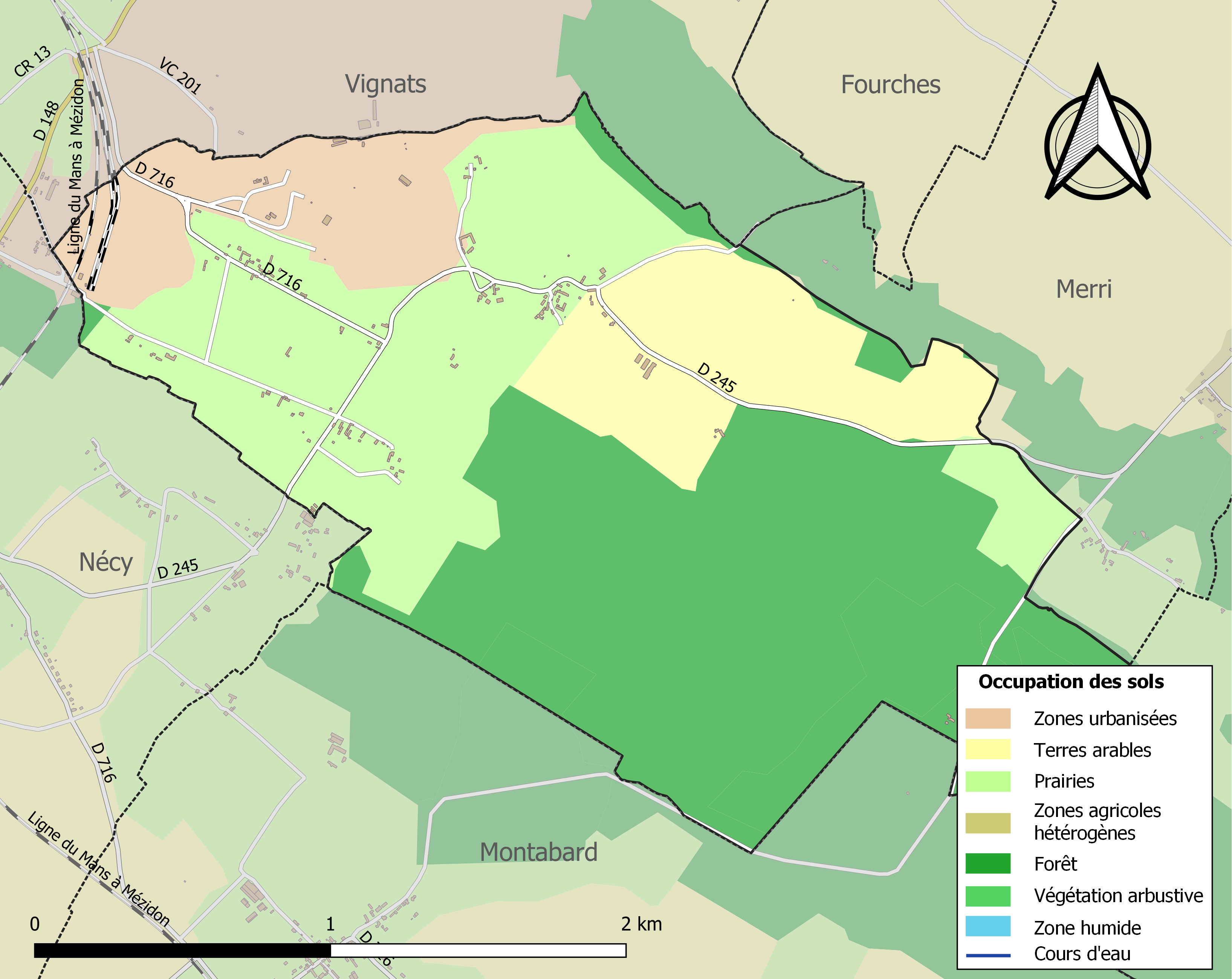
Bodennutzung und Infrastruktur der Gemeinde (2018)

Brieux liegt etwa 12 Kilometer nordnordwestlich von Argentan und etwa 47 Kilometer nordnordwestlich von Alençon im Südosten der Plaine de Caen an der Grenze zum benachbarten Département Calvados. Die Gemeinde wird vom Flüsschen Filaine, den Cours d’eaux de la Commune de Brieux, dem Flüsschen Douit und verschiedenen kleineren Bächen und Gräben entwässert. Das Zentrum liegt auf einer Höhe von etwa 135 m. Das Relief des Gebiets fällt im Norden auf unter 115 m ab und steigt im Süden über 210 m an.
Rund 48 % der Fläche der Gemeinde sind bewaldet, insbesondere im Südosten durch den Bois de Feuillet, rund 41 % werden vor allem als Weideland landwirtschaftlich genutzt, rund 11 % entfallen auf Bergwerke, Deponien und Baustellen, in diesem Fall auf den Steinbruch Carrière de la Meilleraie im Nordwesten der Gemeinde, der sich mehrheitlich auf dem Gebiet der Nachbargemeinde Vignats befindet (Stand: 2018).
Umgeben wird Brieux von den Nachbargemeinden Vignats (Calvados) im Norden und Nordwesten, Merri im Osten und Nordosten, Bailleul im Osten und Südosten, Montabard im Süden sowie Nécy im Westen und Südwesten.

## Bevölkerungsentwicklung

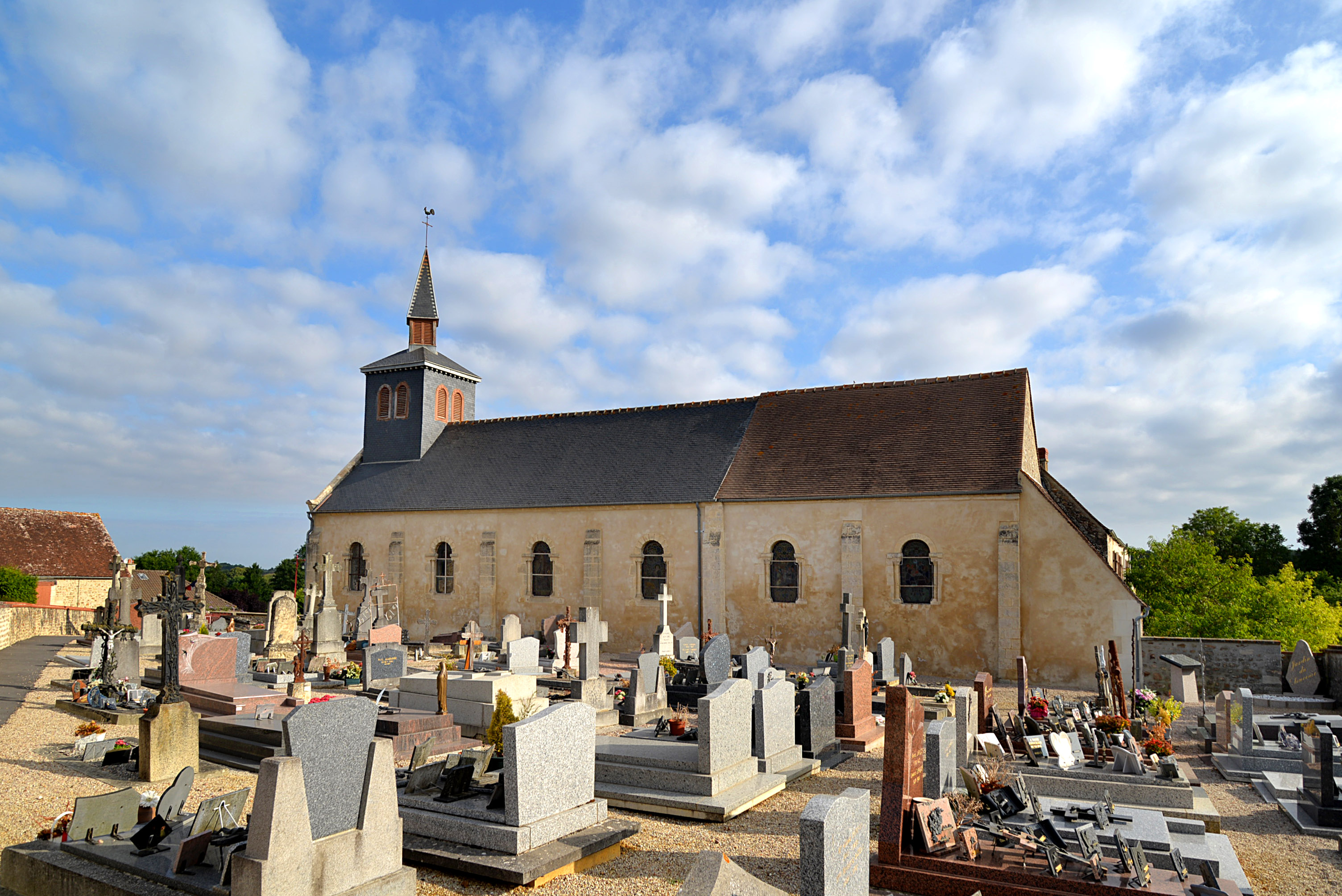
Pfarrkirche Notre-Dame-de-la-Nativité

| Brieux: Einwohnerzahlen von 1793 bis 2020                                                                                  | Brieux: Einwohnerzahlen von 1793 bis 2020 | Brieux: Einwohnerzahlen von 1793 bis 2020 | Brieux: Einwohnerzahlen von 1793 bis 2020 | Brieux: Einwohnerzahlen von 1793 bis 2020 |
| --- | ----------------------------------------- | ----------------------------------------- | ----------------------------------------- | ----------------------------------------- |
| Jahr |                                           |                                           |                                           | Einwohner                                 |
| 1793 | 1793                                      |                                           | 326                                       | 326                                       |
| 1800 | 1800                                      |                                           | 330                                       | 330                                       |
| 1806 | 1806                                      |                                           | 305                                       | 305                                       |
| 1821 | 1821                                      |                                           | 315                                       | 315                                       |
| 1836 | 1836                                      |                                           | 330                                       | 330                                       |
| 1841 | 1841                                      |                                           | 318                                       | 318                                       |
| 1846 | 1846                                      |                                           | 304                                       | 304                                       |
| 1851 | 1851                                      |                                           | 304                                       | 304                                       |
| 1856 | 1856                                      |                                           | 306                                       | 306                                       |
| 1861 | 1861                                      |                                           | 283                                       | 283                                       |
| 1866 | 1866                                      |                                           | 281                                       | 281                                       |
| 1872 | 1872                                      |                                           | 241                                       | 241                                       |
| 1876 | 1876                                      |                                           | 228                                       | 228                                       |
| 1881 | 1881                                      |                                           | 233                                       | 233                                       |
| 1886 | 1886                                      |                                           | 225                                       | 225                                       |
| 1891 | 1891                                      |                                           | 174                                       | 174                                       |
| 1896 | 1896                                      |                                           | 179                                       | 179                                       |
| 1901 | 1901                                      |                                           | 154                                       | 154                                       |
| 1906 | 1906                                      |                                           | 139                                       | 139                                       |
| 1911 | 1911                                      |                                           | 104                                       | 104                                       |
| 1921 | 1921                                      |                                           | 132                                       | 132                                       |
| 1926 | 1926                                      |                                           | 157                                       | 157                                       |
| 1931 | 1931                                      |                                           | 160                                       | 160                                       |
| 1936 | 1936                                      |                                           | 151                                       | 151                                       |
| 1946 | 1946                                      |                                           | 129                                       | 129                                       |
| 1954 | 1954                                      |                                           | 126                                       | 126                                       |
| 1962 | 1962                                      |                                           | 138                                       | 138                                       |
| 1968 | 1968                                      |                                           | 136                                       | 136                                       |
| 1975 | 1975                                      |                                           | 111                                       | 111                                       |
| 1982 | 1982                                      |                                           | 76                                        | 76                                        |
| 1990 | 1990                                      |                                           | 74                                        | 74                                        |
| 1999 | 1999                                      |                                           | 93                                        | 93                                        |
| 2006 | 2006                                      |                                           | 94                                        | 94                                        |
| 2013 | 2013                                      |                                           | 83                                        | 83                                        |
| 2020 | 2020                                      |                                           | 92                                        | 92                                        |
| Quelle(n): EHESS/Cassini bis 1999, INSEE ab 2006 Anmerkung(en): Ab 1962 offizielle Zahlen ohne Einwohner mit Zweitwohnsitz |                                           |                                           |                                           |                                           |

## Sehenswürdigkeiten
- Pfarrkirche Notre-Dame-de-la-Nativité, frühere Prioratskirche aus dem 11. Jahrhundert
- Herrenhaus im Weiler Le Logis aus dem 17. Jahrhundert, davor Priorat der Benediktiner vor 1207

## Verkehr
Brieux liegt abseits größerer Verkehrsachsen. Die nachgeordneten Departementsstraßen D 245 und D 716 sowie lokale Landstraßen verbinden das Zentrum mit den Weilern der Gemeinde und den Nachbargemeinden.
Die Bahnstrecke Le Mans–Mézidon durchquert den äußersten Westen des Gemeindegebiets auf einer Länge von etwa 350 Meter ohne Haltepunkt.